# جک رابینسون
جک رابینسون (به انگلیسی: Jack Robinson) بازیکن فوتبال زادهٔ ۲۲ آوریل ۱۸۷۰ اهل انگلستان بود که سابقهٔ بازی در تیم ملی فوتبال انگلستان را در کارنامهٔ خود دارد. وی در تاریخ ۲۰ فوریه ۱۸۹۷ نخستین بازی ملی خود را در مقابل تیم ملی فوتبال ایرلند انجام داد و با حضور در ۱۱ بازی ملی، در تاریخ ۹ مارس ۱۹۰۱ واپسین بازی ملی‌اش را در برابر تیم ملی فوتبال ایرلند برگزار کرد.